# Igreja de Nossa Senhora das Vitórias

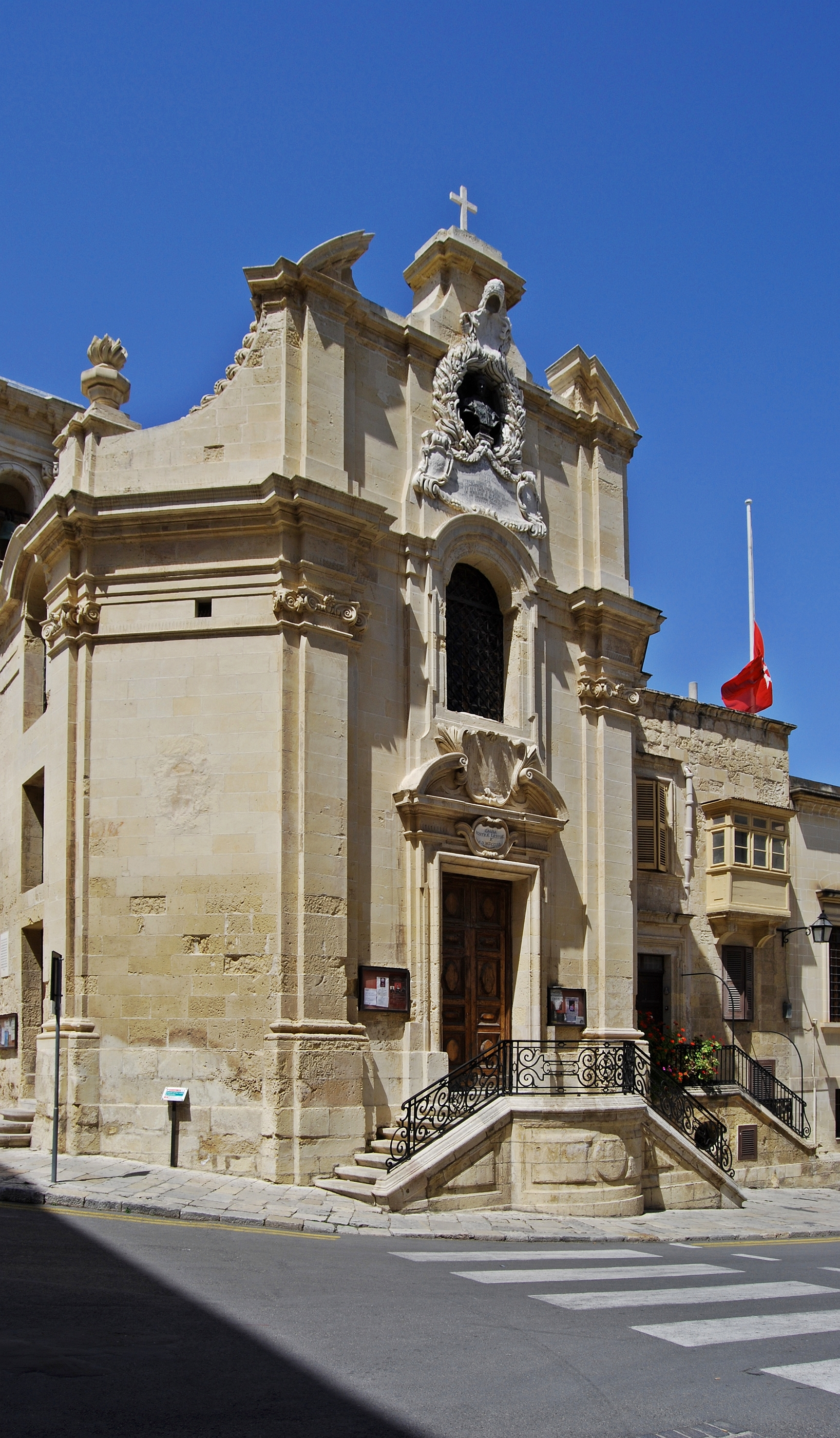

A Igreja de Nossa Senhora das Vitórias foi a primeira igreja a ser construída em Valeta, Malta. O corpo de Jean Parisot de la Valette esteve aí sepultado até à Igreja de São João estar concluída.